# 버블리 탄산수
버블리 탄산수(영어: Bubly Sparkling Water) 또는 간단히 버블리(Bubly)는 펩시코에서 유통하는 향이 첨가된 탄산수 제품군이다. 2018년 2월에 처음으로 유통이 시작되었으며, 초기 라인업에는 8가지 맛이 포함되었다. 이 브랜드는 전통적인 청량 음료에 대한 더 건강한 대안 시장에서 주로 라크로이와 같은 다른 탄산수 브랜드와 경쟁하는 것을 목표로 한다.

## 제품
버블리는 12온스 캔 또는 20온스 병으로 구매할 수 있으며, 포장에는 개인적인 메시지와 탭 또는 뚜껑에 인쇄된 인사말이 포함되어 있다. 버블리의 모든 종류는 무설탕이며 인공 감미료를 포함하지 않고 탄산수와 천연 향료로만 구성되어 있다고 주장한다. 버블리의 초기 라인업은 레몬, 라임, 오렌지, 자몽, 딸기, 사과, 망고, 체리 맛으로 구성되었다. 그러나 이 브랜드는 블랙베리, 복숭아, 라즈베리, 크랜베리, 파인애플, 패션프루트, 수박, 코코넛 파인애플, 블루베리-석류, 화이트-피치-생강 품종을 포함하도록 확장되었다. 'justbubly'라는 이름의 무향 버전도 사용할 수 있다.

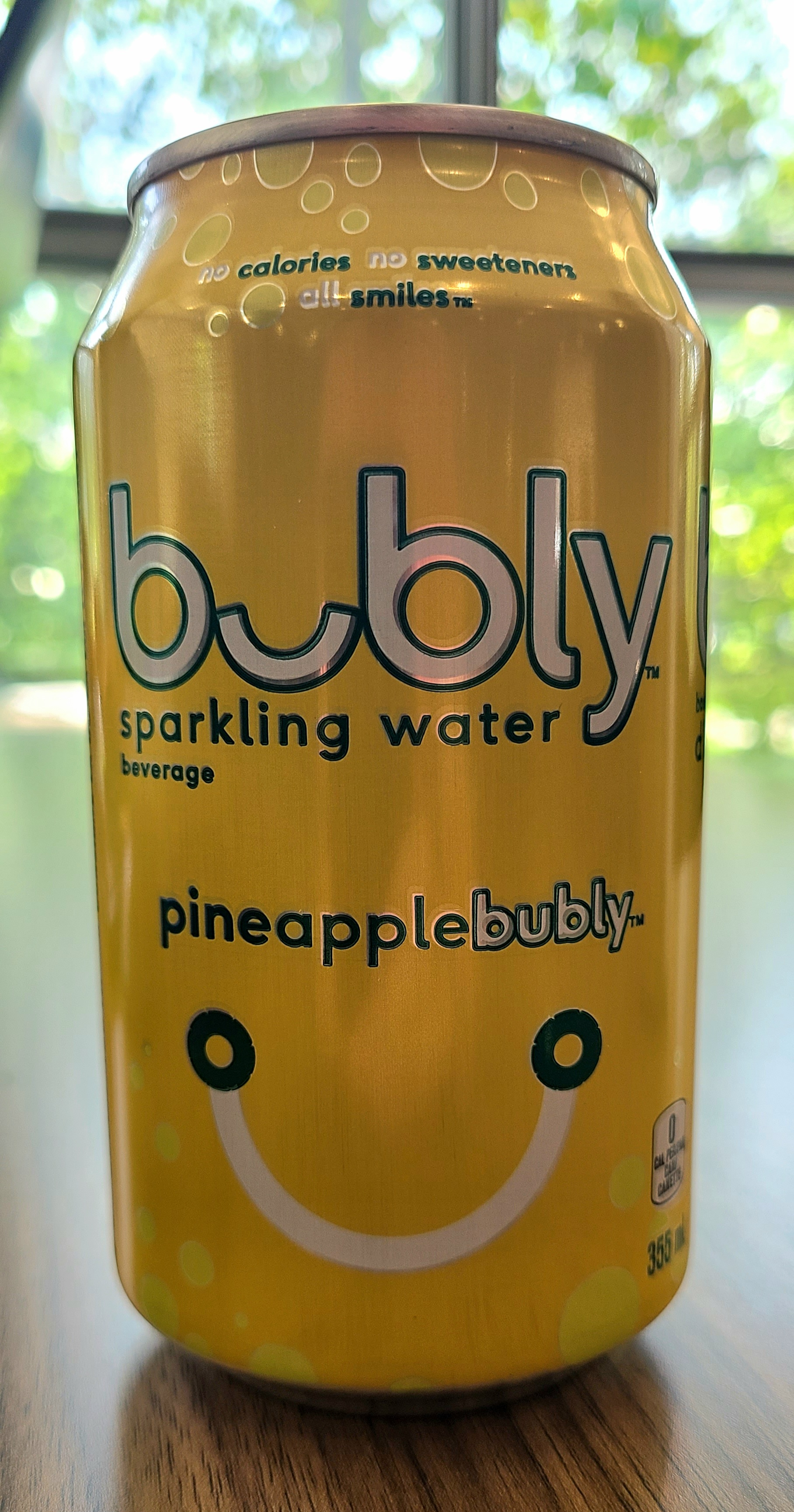
버블리 탄산수 파인애플 맛

2021년에는 카페인이 함유된 탄산수 음료 라인인 '버블리 바운스(bubly bounce)'가 출시되었으며, 각 음료에는 35mg의 카페인이 함유되어 있다. 버블리 바운스는 망고-패션프루트, 블루베리-석류, 트리플-베리, 시트러스-체리, 블러드 오렌지-자몽 품종으로 생산된다. 2022년, 버블리는 첫 목테일 제품인 한정판 벨리니 블리스(Belini Bliss) 맛을 선보였다. 2023년, 버블리는 오렌지 크림, 키 라임 파이, 레몬 소르베 맛으로 구성된 디저트에서 영감을 받은 탄산수 라인을 출시했다.
2024년 3월, 펩시코는 새로운 버블리 버스트(Bubly Burst) 음료 라인을 출시했는데, 여기에는 일반 제품보다 더 강한 맛과 색을 제공하는 과일 주스가 들어 있다. 표준 버블리 제품군과 달리, 버스트 음료는 16.9온스 플라스틱 병으로만 제공된다.

## 판매처
버블리는 2018년 2월 미국과 캐나다에서 처음 출시되었다. 2023년 5월, 펩시코는 호주와 뉴질랜드 시장으로 브랜드를 확장했다.

## 광고
버블리는 2019년 제53회 슈퍼볼 기간 동안 캐나다 가수 마이클 부블레가 출연하는 광고를 방영했는데, 이 광고에서 가수는 음료의 이름을 "bubbly"가 아닌 자신의 이름처럼 반복해서 발음하여 상점 점원의 짜증을 유발한다. 부블레는 이후 이 음료의 광고 캠페인, 특히 그의 고향인 캐나다에서 출연했으며, 펩시코는 2021년 연말 시즌을 위해 특별한 "메리 베리 부블레(Merry Berry Bublé)" 맛을 처음 출시했다.